# Opisthosyllis corallicola
Opisthosyllis corallicola är en ringmaskart som beskrevs av Hartmann-Schröder 1965. Opisthosyllis corallicola ingår i släktet Opisthosyllis och familjen Syllidae. Inga underarter finns listade i Catalogue of Life.